# ۱۳ بهمن
۱۳ بهمن سیصد و نوزدهمین روز سال در گاه‌شماری خورشیدی است. به پایان سال ۴۶ روز (۴۷ روز در سال کبیسه) باقی‌است.

## رویدادها
- ۱۳۶۲ - عراق بعثی به شکل رسمی اعتراف کرد که شهرهای دزفول، اندیمشک، اهواز، باختران، ایلام، آبادان، شوش، رامهرمز، مسجد سلیمان، بندرامام خمینی و بهبهان را هدف حملات هوایی و موشکی قرار داده‌است
- ۱۳۸۲ - راه‌اندازی شبکه هامون
- ۱۳۹۷ - حمله به ناحیه مقاومت بسیج نیکشهر

## زادروزها
- ۱۲۸۳ - بزرگ علوی، نویسنده و سیاستمدار چپ‌گرا
- ۱۲۹۸ - مرتضی مطهری، از اعضای حزب مؤتلفه اسلامی
- ۱۳۰۳ - میرصادق صدریه، سیاستمدار
- ۱۳۲۱ - بیوک وطنخواه،  فوتبالیست
- ۱۳۲۸ - همایون اردلان، نماینده حزب دموکرات کردستان ایران در آلمان
- ۱۳۵۰ - پریسا بخت‌آور، کارگردان
- ۱۳۵۱ - مسعود خادم، خواننده
- ۱۳۵۲ - مازیار میری، کارگردان

## درگذشتگان
- ۱۲۷۴ - جواد مجتهد تبریزی، از طرفداران نهضت تنباکو
- ۱۳۶۸ - حسین جودت، فعال فرهنگی و فعال سیاسی
- ۱۳۷۶ - علی تبریزلی، نویسنده و شاعر
- ۱۳۸۱ - محمدعلی حدادیان، موسیقی‌دان
- ۱۳۸۵ - پرویز یاحقی، موسیقی‌دان
- ۱۳۸۶ - احمد بورقانی، سیاستمدار و روزنامه‌نگار
- ۱۳۹۲ - رضا سیروس صبری، معمار
- ۱۳۹۹ - هاله لاجوردی، جامعه‌شناس
- ١۴٠٠ - جهانگیر خسروشاهی، رمان‌نویس